# 沙塞博普雷
沙塞博普雷（法語：Chassey-Beaupré，法語發音：[ʃasɛ bopʁe]）是法国默兹省的一个市镇，属于科梅尔西区。

## 地理
沙塞博普雷（48°27'31"N, 5°25'56"E）面积14.11 平方千米，位于法国大東部大區默兹省，该省份为法国西北部内陆省份，北与比利时接壤，西接马恩省和阿登省，南至上马恩省和孚日省，东临默尔特-摩泽尔省。
与沙塞博普雷接壤的市镇（或旧市镇、城区）包括：奥尔努瓦地区锡尔方丹、勒泽维尔、丹维尔-贝特莱维尔、贡德勒库尔堡。

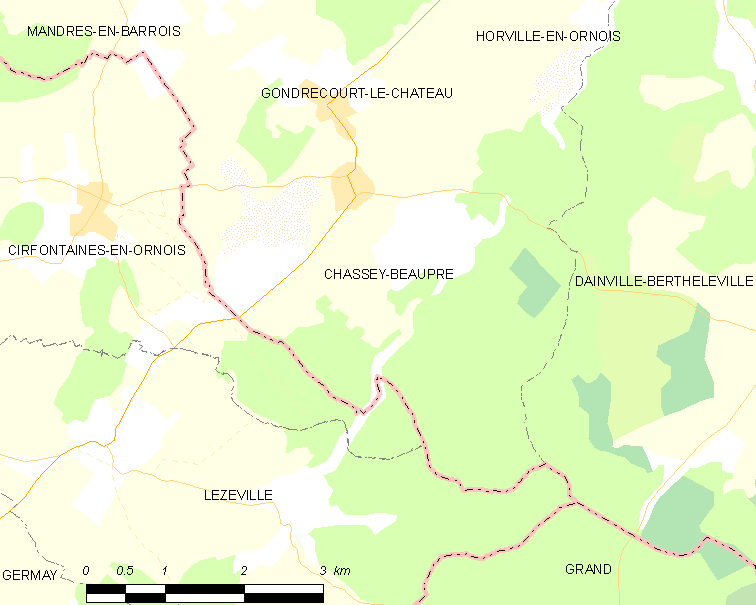
沙塞博普雷的OSM定位图

沙塞博普雷的时区为UTC+01:00、UTC+02:00（夏令时）。

## 行政
沙塞博普雷的邮政编码为55130，INSEE市镇编码为55104。

## 政治
沙塞博普雷所属的省级选区为利尼昂巴鲁瓦县。

## 人口

1962-2008年间沙塞博普雷人口变化图示

沙塞博普雷于2022年1月1日时的人口数量为87人。